# Valerio Leccardi
Valerio Leccardi est un fondeur suisse, né le 28 mai 1984 à Davos. Il est spécialiste du sprint.

## Biographie
Il débute en Coupe du monde de ski de fond en octobre 2006. Il marque ses premiers points lors de la saison 2007-2008 avec une 21e place au sprint classique d'Otepää. 
Il participe aux Championnats du monde en 2009 et 2013.
Aux Jeux olympiques d'hiver de 2010, il échoue en qualification du sprint avec le 38e temps.
Il remporte trois fois la Kangaroo Hoppet, course marathon de la Worldloppet en 2010, 2014 et 2015.

## Palmarès

### Coupe du monde
- Meilleur classement général : 101e en 2010.
- Meilleur résultat individuel : 15e.